# Ruth Vera Cornelius
Ruth Vera Cornelius de Layton (11 de octubre de 1908 - 30 de noviembre de 1972 ) fue una botánica, y profesora estadounidense. Fue editora del "Globe-Democrat", y al momento de su muerte era especialista escritora en análisis urbano, en la Universidad de Wisconsin, y directora del Capítulo Wisconsin, del Instituto Americano de Planificadores.

## Biografía
Era hija de Lorren Ernest Cornelius (1880-1964) y de Vera Lottie Kern (1885-1956). Falleció en Green Bay, Condado de Brown, Wisconsin; y fue sepultada en el "Cementerio Bellefontaine", Saint Louis, Misuri.

## Algunas publicaciones

### Libros
- 1933. A revision of the genus Parthenium. Ed. Washington University. 132 pp.
- La abreviatura «Cornelius» se emplea para indicar a Ruth Vera Cornelius como autoridad en la descripción y clasificación científica de los vegetales.[2]